# Virginie Hériot
Pour les articles homonymes, voir Hériot.
Virginie Claire Désirée Marie Hériot (25 juillet 1890 - 28 août 1932) est une navigatrice française, médaillée d'or en voile aux Jeux olympiques d'Amsterdam de 1928.
Elle a contribué à la promotion de ce sport et sera reconnue comme une « ambassadrice de la marine française », ce qui lui vaudra également le surnom poétique de « Madame de la Mer », mais aussi la reconnaissance de l'École navale dont elle devient la marraine.

## Biographie
Virginie Hériot naît au Vésinet (Yvelines) le 25 juillet 1890 et est la fille d'Olympe Hériot, propriétaire des Grands Magasins du Louvre, et de son épouse Anne-Marie dite Cyprienne Dubernet. 
Elle effectue dès 1904, avec son frère Auguste et sept amis de la famille, sa première croisière, sur le yacht Katoomba (qui sera rebaptisé plus tard Salvador) que sa mère avait acheté pour près d'1,4 million de francs. D'avril à juin, elle fait le tour de la Méditerranée, faisant escale à Naples,  Syracuse, Rhodes,  Constantinople et Jérusalem. Elle rencontre Pierre Loti, qui l'accueille à bord du croiseur-torpilleur Vautour dont il est le commandant. Elle acquiert alors la certitude qu'elle veut devenir navigatrice.
Une autre légende indique qu'elle est à bord, avec ses parents, du cuirassé Formidable, à l'invitation de l'amiral Caillard. Virginie s'écrira : « Vous savez, plus tard, je serai Marine ! ».
Le 2 mai 1910, au château de La Boissière, propriété de sa mère, elle épouse le vicomte François Marie Haincque de Saint Senoch, également passionné par la mer.
En 1912, Virginie Hériot fait construire son premier yacht de course, L'Ailée I, avec lequel elle tente, sans succès, de reconquérir la Coupe de France que les Anglais détiennent depuis deux ans.
Le couple part en voyage de noces sur le Salvador, reçu en cadeau de mariage. Ils ont un fils, Hubert, né le 5 janvier 1913. L'enfant est sain, mais ce sera son unique enfant. En effet, elle découvrira qu'elle est atteinte d'une maladie vénérienne. Pour cette raison, Virginie Hériot subit une grave intervention chirurgicale, qui la rend stérile. En juin 1921, elle se sépare de François de Saint Senoch.
À compter de cette date, elle se consacre de manière de plus en plus exclusive à la navigation, ne séjournant que rarement dans son appartement parisien (rue de Presbourg, 8e arrondissement, puis 54 rue de Varenne, 7e arrondissement). Elle déclare : « La voile est mieux qu'un sport, c'est un devoir ».
En 1921, elle acquiert un yacht à vapeur de 85 mètres et 1492 tonneaux, le Finlandia. Elle le remplacera en 1923 par une goélette de 45 mètres et 400 tonneaux baptisée Ailée II où elle passe dix mois par an.
Elle fait construire des bateaux de compétition : Aile (classe 8M JI) et Petite Aile (classe 6M JI). En 1922, l'Aile II est battue au Havre par le yacht Bora. Mais, avec persévérance, elle persiste et commence bientôt à enchaîner les victoires. En 1928, à Amsterdam, à bord du yacht Aile VI, elle remporte la médaille d'or aux Jeux Olympiques ainsi que la coupe d'Italie contre la Hollande, l'Italie, l'Angleterre, les États-Unis, la Suède, la Norvège et l'Argentine. En 1929, elle reprend la coupe de France aux Anglais et emporte la coupe d'Italie et la coupe du Roi d'Espagne. En 1931, elle remporte avec 9 minutes et 40 secondes d'avance le duel qui l'oppose au trois mats Sonia sur le parcours Ryde - Le Havre - Ryde.
À la suite de ces exploits, elle est faite chevalier de la Légion d'honneur. Le roi Alphonse XIII lui rend visite avec sa famille sur la goélette Ailée II et la décore du Mérite naval espagnol en 1930. Le poète Rabindranath Tagore la surnomme « Madame de la Mer ».
Par sa célébrité et par ses conférences données à travers le monde, Virginie Hériot s'attache à promouvoir le yachting français et à faire connaître la qualité des ingénieurs et des chantiers navals français devenant, selon la formule du ministre de la Marine Georges Leygues, une véritable « ambassadrice de la marine française ». Elle se consacre également à des œuvres philanthropiques, soutenant des sociétés nautiques dont le Yacht Club de France, présidé à l'époque par Jean-Baptiste Charcot. Elle reçoit, des mains du Commandant Charcot, le « prix des croisières » le 22 décembre 1931. Elle offre des yachts dits « monotypes brestois » aux élèves de l'École navale, qui la considère comme sa marraine, . Elle publie un Atlas des ports orné de ses propres dessins, ainsi que des poèmes dans deux recueils : La poésie du large et Une âme à la mer. Grande amie d'Alain Gerbault, elle est souvent citée dans son œuvre (O.Z.Y.U. : dernier journal). Elle lance, à Cannes, en 1931, la construction de l'Aile VIIIet fait de nombreuses conférences en Europe, mais aussi en Algérie et au Maroc, sous le patronage du Ministère de la Défense,.
Au début de 1932, elle est grièvement blessée dans une tempête entre Venise et la Grèce, mais refuse d'arrêter la compétition. Fin août, lors des régates d'Arcachon, elle perd connaissance à bord de son petit voilier Aile VII, mais prend néanmoins le départ de la course. Victime d'une syncope au moment même où elle franchit la ligne d'arrivée, elle meurt le 28 août 1932 à bord d'Ailée IV,,. Ses obsèques sont célébrées le 2 septembre à Paris en la basilique Sainte-Clotilde, en présence de Georges Leygues et du maréchal Pétain.
Sa mère, ne pouvant se résoudre à faire immerger son corps au large des côtes bretonnes, comme elle l'avait souhaité, la fait inhumer dans le caveau familial à La Boissière-École. Ce n'est qu'en 1948 que son fils fera respecter cette dernière volonté en faisant immerger son cercueil au large de Brest. 
De son vivant, Virginie Hériot légua plusieurs de ses bateaux à l'École navale, Petite aile II, Petite aile III et Petite aile V. Ces bateaux participèrent aux « Grandes régates de Brest » durant le printemps 1932.
À sa mort sa goélette Ailée II fut également léguée à l'École navale. En 1935 elle était toujours sous scellés au mouillage dans l'arsenal. Pendant la seconde guerre mondiale, le magnifique carré servit de mess aux officiers allemands. En 1944 elle fut sabordée par l'armée allemande. Après la libération de Brest, un devis fut demandé aux chantiers Camper & Nicholson pour la renflouer et le remettre en état. Hélas le devis s'avéra trop élevé et on ne put récupérer que le bronze et le plomb de la quille. La vente de ces matériaux servit à payer la construction aux Chantiers Robert Craff à Bénodet des « Bénodet » qui furent offerts à l'École navale[source insuffisante].

## Coupe Virginie Hériot

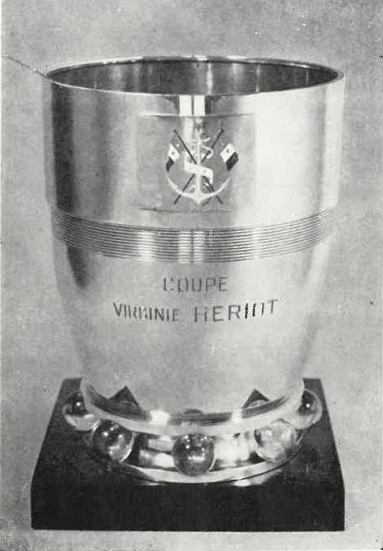
Coupe « Virginie Hériot ».

En sa mémoire et conformément à son souhait souvent exprimé d'encourager le yachting, le Comité du Yacht Club de France a décidé, lors de sa réunion du 21 mai 1946, d'initier une Coupe internationale et de la nommer « Coupe Virginie Hériot ». La Coupe est attribuée à la Classe Internationale des Dragons, mais reste la propriété du Yacht Club de France. En accord avec le Comité de l'Association Internationale des Dragons, la « Coupe Virginie Hériot » est le trophée principal du Championnat Européen des Dragons. Cet événement a désormais lieu chaque année.

## Palmarès

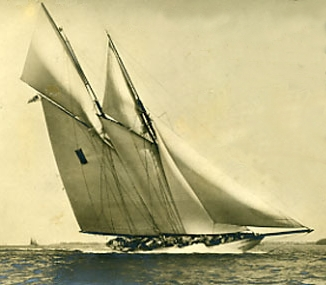
Ailée, ex-Meteor IV (Max Oertz-1909), goélette acquise par Virginie Hériot en 1923.

- 1924 : Aile III - Coupe d'or de SM Alphonse XIII (Saint-Sébastien, Espagne)
- 1925 : Aile IV - Coupe Rylard (Gènes), Coupe de la Méditerranée (Italie), Coupe Cumberland (Ryde, Angleterre), Championne de France
- 1925 : Aile V - Coupe de Copenhague (Danemark), Coupe Porte (Elseneur, Danemark), Coupe des Étrangers (Finlande)
- 1927 : Petite Aile II - Coupe du Cercle de la voile de Paris, dite « One Ton Cup » (Ryde, Angleterre)
- 1928 : Aile VI - Championne du Monde, médaille d'or aux Jeux olympiques (Hollande), Coupe d'Italie (Hollande), Coupe Rylard (Gènes)
- 1928 : Petite Aile II - Prix d'Honneur (Deauville), Coupe Clerc-Rampal, Prix d'Honneur (Le Havre), Meilleur Classement, Bilbao, Coupe de SM La reine d'Espagne (Saint-Sébastien, Espagne)
- 1929 : Aile VI - Coupe de France (Ryde, Angleterre), Coupe d'or de SM Alphonse XIII (Saint-Sébastien, Espagne)
- 1930 : Aile VI - Coupe Macomber, Coupe Thalassa

## Œuvres

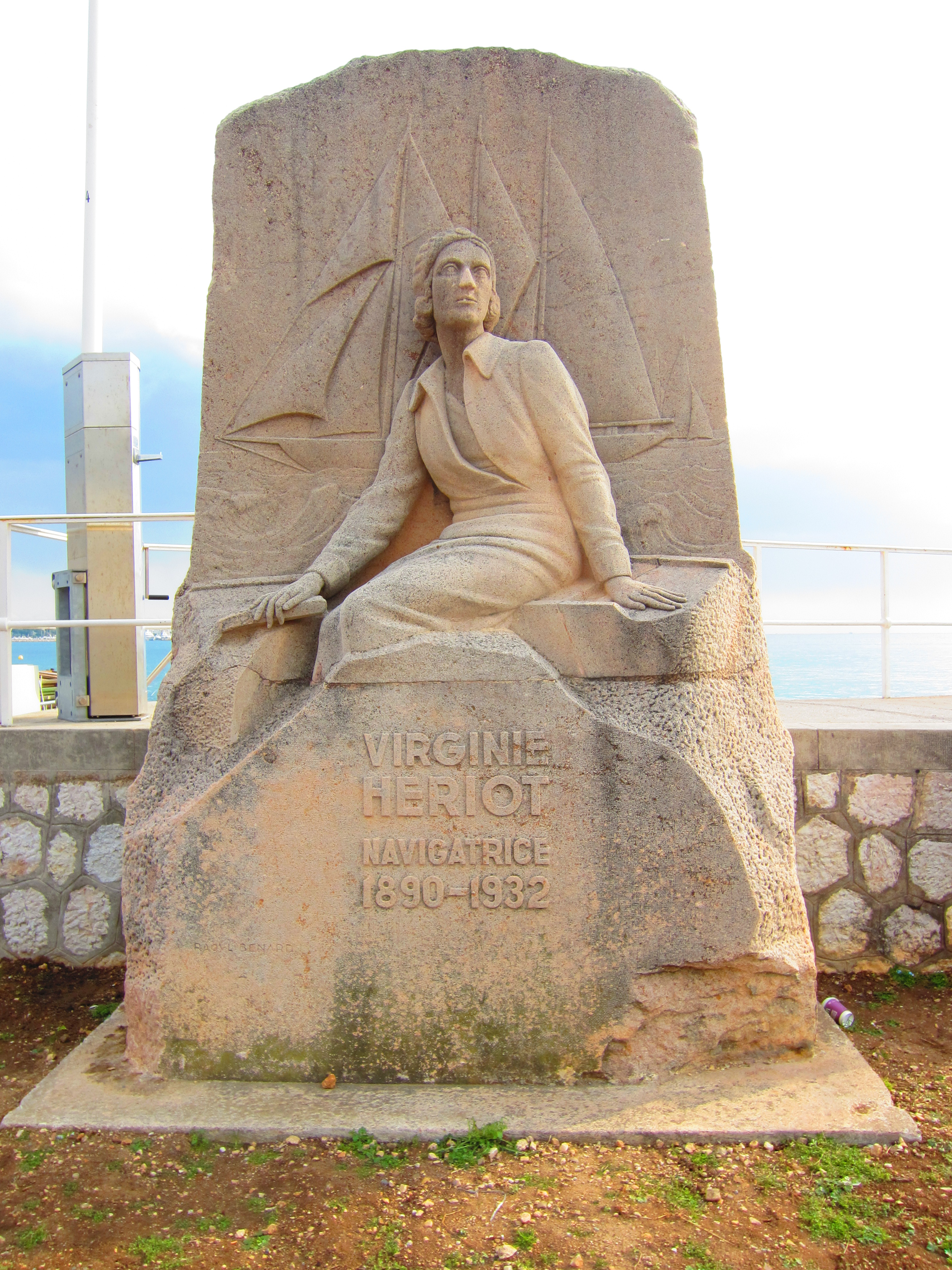
Stèle à son effigie dans le port de Cannes.

### Carnets de voyages
- L'Aile I
- Ailée s'en va... (1923 à 1927), 1928
- À bord du « Finlandia », publié en 1929 dans Une âme à la mer[19]
- Quart de Nuit (manuscrit), 1931[20]
- La Seconde France (Impressions sur les fêtes du Centenaire) sur Gallica, 1931
- Le vaisseau « Ailée », le bateau qui a des ailes sur Gallica, 1931
- Service à la mer sur Gallica, 1932
- Sur mer : impression et souvenirs sur Gallica, 1933

### Poèmes
- Goélette ailée, poèmes, 1927[21]
- La Nef. « Triste envol », poèmes, 1927[21]
- Sous le soleil sur Gallica, 1928
- Le Bateau de mon enfance sur Gallica, poèmes, 1928
- IXe Olympiade sur Gallica, 1929, aussi publié en 1929 dans Une âme à la mer
- Une âme à la mer, Paris, Les Gémeaux    (Wikisource), 1929, préface d'Alain Gerbault - Prix de la langue-française de l’Académie française en 1930

### Autres ouvrages
- avec Auguste Hériot, Les Feuilles de Saule, 1924[22]

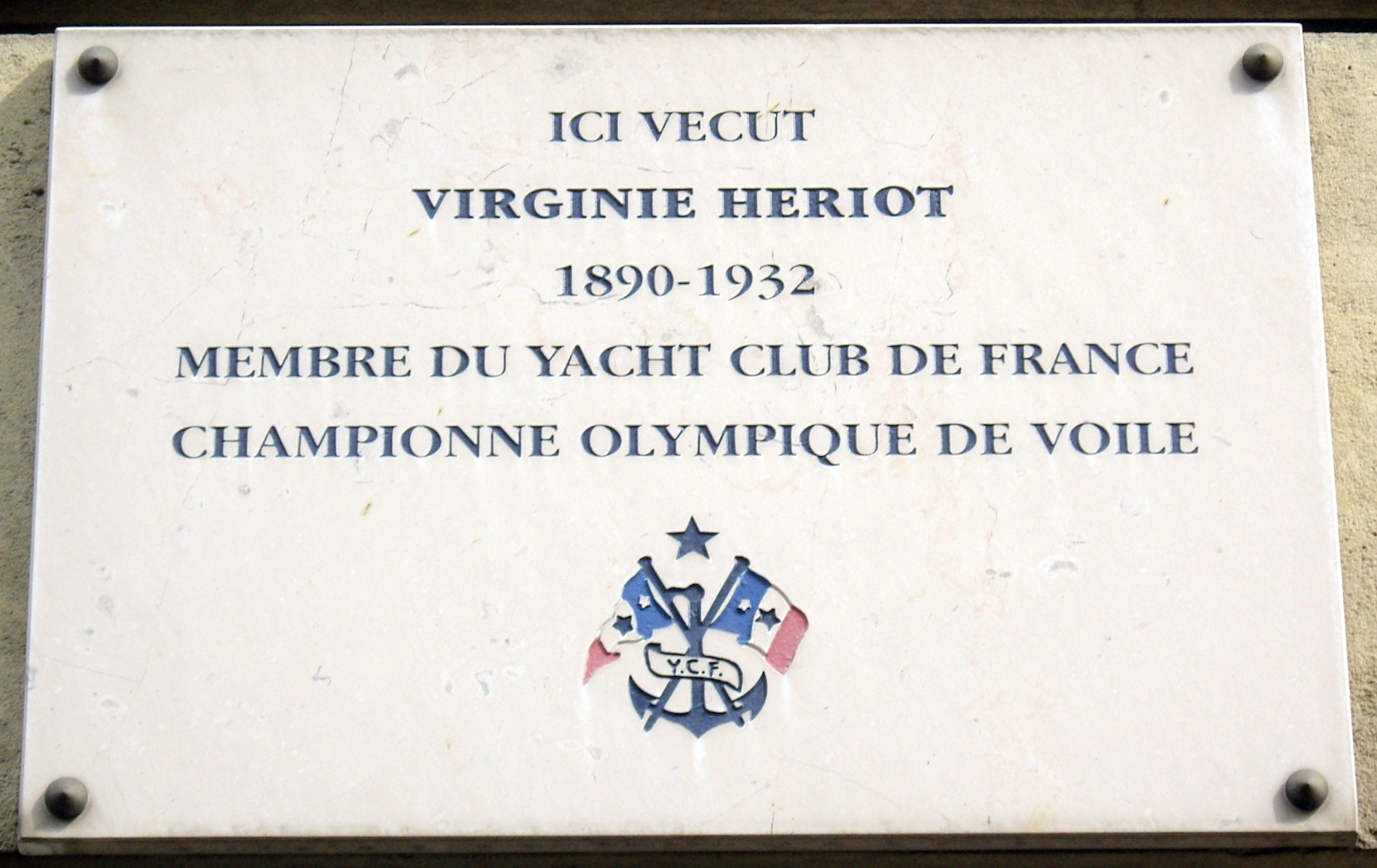
Plaque apposée sur le domicile parisien de Virginie Hériot au no 54 de la rue de Varenne.

## Hommages et distinctions
- 1928 :
  - médaille olympique de voile à Amsterdam
  - chevalier de la Légion d'honneur
- Grand prix de la Société de Géographie en 1930 pour ses conférences sur « La navigation à voile »[23].
- La promotion 1932 des élèves de l’École navale porte son nom.
- Une rue de Brest et une rue de La Rochelle portent son nom.
- L'exposition « Virginie Hériot, une navigatrice au sommet de l'olympe » a été organisée au musée national de la Marine, à Port-Louis, entre le 18 mai 2024 et le 30 septembre 2024. Un catalogue d'exposition est publié à cette occasion[24].
- La promotion 2022-2024 des Affaires maritimes (exclusivement féminine pour la première fois) des administrateurs des Affaires maritimes (Affmar) porte le nom de Virginie Hériot[25].
- Les affaires maritimes baptisent à Marseille leur nouveau bateau, le Virginie Herriot, le 29 avril 2024[26].